# Alcis filaria
Alcis filaria är en fjärilsart som beskrevs av Walker 1860. Alcis filaria ingår i släktet Alcis och familjen mätare. Inga underarter finns listade i Catalogue of Life.